# یاسر سالم علی
یاسر سالم علی (انگلیسی: Yaser Salem Ali؛ زادهٔ ۵ دسامبر ۱۹۷۷) بازیکن فوتبال اهل امارات متحده عربی است.
از باشگاه‌هایی که در آن بازی کرده‌است می‌توان به باشگاه فوتبال الوحده امارات و تیم ملی فوتبال امارات متحده عربی اشاره کرد.
وی همچنین در تیم ملی فوتبال UAE بازی کرده‌است.